# Влодзімеж Козловський
Влодзімеж Мар'ян Козловський (або Болеста-Козловський) гербу Яструбець (8 грудня 1858, Кривча — 24 листопада 1917, Краків) — польський юрист, поміщик і політик-консерватор, лідер подоляків, депутат Галицького сейму та Імперської ради Австрії.

## Біографія
Народився 8 грудня 1858 року в Кривчі. Був правнуком Антонія Козловського (1729-1801, військовий, поміщик), онуком Анастазія Козловського (1778-1857, військовик, член Галицького станового сейму, землевласник) і єдина дитина Зигмунта Козловського (1831-1893, член Імперської ради і Галицького сейму) і Габріелі з роду Старженських.

### Навчання
- Закінчив гімназію у Львові (1876)[6]
- Вивчав право в Празькому університеті (1876-1880),
- Закінчив навчання в Інсбруку (1877)
- Закінчив навчання в Відні (1878)
- Закінчив навчання в Кракові (1879)

Здобув ступінь доктора права в Ягеллонському університеті.

### Політичні вподобання і подальше життя
Від батьків він успадкував маєток Заблотці, яким володів до кінця життя. Володів бібліотекою в десятки тисяч томів, у якій зібрав праці з історії (зокрема Галичини) та суспільно-політичних наук. У 1917 р. ці колекції були передані Національному інституту ім. Оссолінського. 

##### Посади
- Член ревізійної комісії Дамського благодійного товариства у Львові (1898-1910)[15].
- Член Перемишльської філії, з 1888 р.
- Член Ярославської філії (1886-1904) Галицького господарського товариства[16].
- Активіст і член комітету ГГТ (15.06.1888 — 18.06.1903, 10.06.1906 — 24.06.1910),
- Президент товариства (18.06.1903 — 10.06.1906)[17][18][19].

- Був одним із кураторів Сільськогосподарської академії в Дублянах (1904-1907)[20].
- Був делегатом урядової комісії для регулювання річок у Галичині (1905-1914)[21]
- Був членом Крайової залізничної ради (1905-1909)[22].
- З 1907 року він також був почесним членом Сільськогосподарського товариства в Кракові[23]
- З 1911 почесний член ГГТ[24]
- Член окружного відділу в Перемишлі (1890-1894, 1896-1910)[25]
- В 1911-1917 роках директор Галицького земельного кредитного товариства[26][27]
- Депутат окружної ради в Перемишлі, обраний від групи більших станів (1884-1908, 1911-1912)
- Депутат повітової ради в Добромилі (1911-1912)[28]
- У 1889-1914 роках був депутатом Галицького сейму 6-го, 7-го, 8-го, 9-го та 10-го скликань[29]
- Був обраний 1 травня 1888 р. на виборах до Сейму

Консервативний за поглядами, він швидко включився в громадське життя тогочасної Галичини. У 1887 році брав участь у кампанії проти сприяння уряду угорським виробникам алкоголю коштом галицьких. Обирався в першій курії Перемишльського повіту, від Перемишльського виборчого округу. Вперше був обраний 1 травня 1888 р. на виборах до Сейму 5-го терміну замість померлого Северина Смажевського, але через недотримання вікового цензу (30 років) мусив залишити посаду. Переобраний 10 жовтня 1888. В останній каденції сейму обраний депутатом у 1913 році, у лютому 1914 склав повноваження. У Сеймі працював у парламентських комісіях: бюджетній, внутрішнього господарства, комунальній, водній та санітарній. Був прихильником націоналізації галицьких залізниць. Крім того, він займався діяльністю для підвищення рівня освіти в Галичині, наприклад у 1893 р. виступав за її реформування та підвищення матеріального становища вчителів.
З 1898 р. працював у парламентській шкільній комісії — сприяв розвитку народної освіти. Багато уваги приділяв сільськогосподарській освіті. Як писав Єжи Здрада:
| Ліві лапки | він був надзвичайно консервативним і навіть реакційним політиком. Глибоко освічений, із широкими соціальними, економічними та історичними інтересами, він був темпераментним оратором | Праві лапки |

.
Він завжди підкреслював свій клерикалізм, консерватизм і прихильність до династії Габсбургів. На парламентському форумі він вимагав, зокрема, багаторазово ширше впровадження релігійної освіти. Ці риси зробили його лідером східногалицьких консерваторів-подоляків. Перебуваючи з 1897 р. у складі парламентської комісії виборчої реформи в Галичині, він водночас був її головним противником — у своїх виступах критикував спроби демократизації виборчого права, побоюючись посилення політичної ролі української громади. Розмір землеробського страйку в Східній Галичині, а особливо велика участь у ньому українців, зробили його прихильником союзу двору з польськими селянами на цій території. Тоді він організував акцію зі створення товариств національної оборони. Ця справа привела до встановлення політичного союзу між поляками та націонал-демократами. У сеймах 1908-1914 рр. був лідером консервативного клубу «Центрум», який у союзі з національно-демократичною партією боровся проти українських депутатів, наприклад у 1912 р. виступав проти польсько-українських переговорів щодо виборчої реформи.
Він також був членом Австрійської Імперської Ради 7, 8, 9 та 10-го термінів (12 травня 1888 — 30 січня 1907) від курії І — більшого землеволодіння, від виборчого округу № 10 (Яворів — Мостиська). У березні 1903 р. подав у відставку, оскільки отримав мандат в окрузі №1. Після зміни виборчого закону був членом Імперської Ради 11-го та 12-го скликань (17 лютого 1907 — 5 червня 1917) від виборчого округу № 67 (Ярослав — Прухнік). Мандат прийняв Едмунд Галік. В австрійському парламенті в Польському колі у Відні також керував поляками. З боку Польського гуртка брав участь у роботі господарських комісій Імперської ради. Козловський виступав за збереження зв'язків Польського кола з правим крилом парламенту. Він також вважав, що поляки повинні прагнути до тісної співпраці з іншими слов'янами, особливо з чехами. Разом з Леоном Білинським і Войцехом Дідушицьким він розробив компромісний проєкт мовного закону для Передньої Литви. З 1902 року разом зі Станіславом Глобінським боровся за будівництво каналів у Галичині. Як лідер подолян у травні 1905 року брав участь у тристоронньому з'їзді польських консерваторів у Кракові, метою якого було узгодження позицій і дій перед лицем революційних подій. За словами Міхала Бобжинського, депутат Козловський був одним із найвидатніших членів гуртка. Його позиція та серйозність були винятковими, і для будь-якої такої партії було б честю мати лідера. Казимир Хлєндовський залишив таку характеристику Подолянського ватажка: «З капелюхом, кашею та сіллю», він поневолив Перемиське так, що постановив про вибори всіх автономних сановників з часів князя Адама Сапіги., через хвороби та невдачі, майже самоусунувся з поля політичних баталій. Тихі люди боялися Кози, тому що він був схильний до бійок, особливо в кінці обідів і викликав його на поєдинки (…) Що ж до мене, то я з юності мав вроджену антипатію до Кози, і хоч був з ним родичем, але уникав його як міг, ставлячись до нього з холодною ввічливістю (…) Я намагався якомога рідше його бачити і в мене виходило добре. Козьол мав манію налагоджувати аристократичні та впливові стосунки по всьому світу: він подорожував до Англії, потім до Парижа, потім до Санкт-Петербурга, він провів тижні в країні з лордом X або Y, що він розмовляв з президентом Франції республіки про робітниче питання, або що він грав у віст у клубі з російським міністром фінансів Віттом. Він був найхимернішою сумішшю зарозумілості, марнославства, легковажності, благородства, майстерності й навіть інтелекту. Непередбачуваний чоловік, про якого навіть не знаєш, як він вчинить у тому чи іншому випадку.

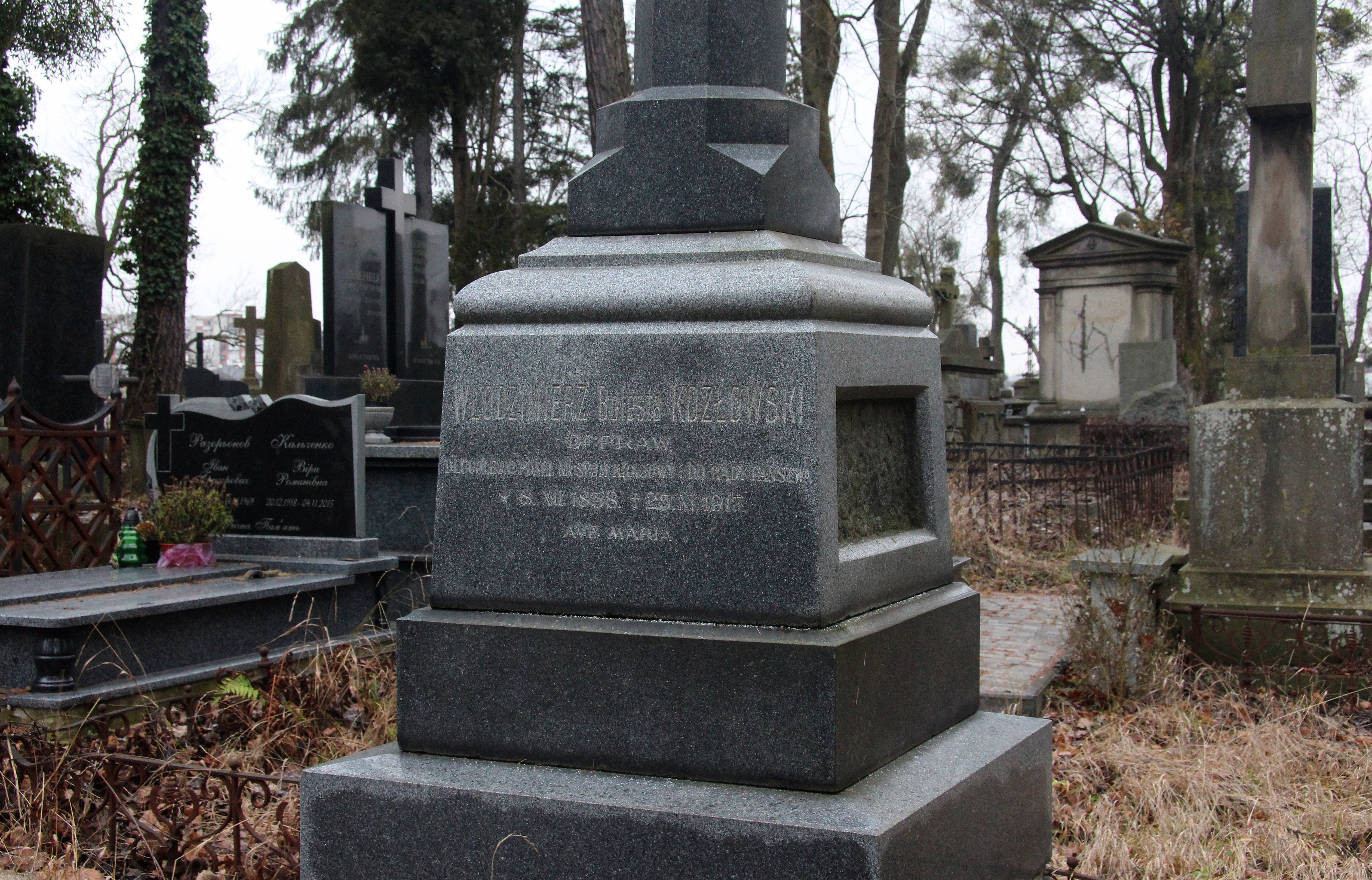
Надгробок Влодзімежа Козловського

З 1908 року, коли міжнародна ситуація погіршилася, він почав виступати за тісну співпрацю між поляками та Габсбурзькою монархією. Водночас він був рішучим противником повстанських і військових приготувань у Галичині, які вели незалежницькі ліві. Це був інший рівень співпраці між поляками та націонал-демократією того часу. З 1907 р. був членом Національної ради, яка інституціоналізувала цю співпрацю. У той час він брав участь у численних «орієнтаційних дискусіях» у Кракові та Львові, наприклад організований Національною радою 12 грудня 1912 р., в якому виступив проти співпраці з Росією та Німеччиною. Подібну позицію він представив влітку 1913 року на тристоронній конференції в Пєняках, організованій Тадеушем Ціньським, де обговорювалася позиція національних демократів щодо наближення війни.
Сім'ї не створив. Похований на Личаківському цвинтарі у Львові.